# Amaurobius triangularis
Amaurobius triangularis là một loài nhện trong họ Amaurobiidae.
Loài này thuộc chi Amaurobius. Amaurobius triangularis được miêu tả năm 1972 bởi Leech.